# Magnolia kwangtungensis
Magnolia kwangtungensis är en magnoliaväxtart som beskrevs av Elmer Drew Merrill. Magnolia kwangtungensis ingår i släktet Magnolia och familjen magnoliaväxter. Inga underarter finns listade i Catalogue of Life.